# Maria Tyberghien-Vandenbussche
Maria Tyberghien-Vandenbussche (Izegem, 6 september 1939) is een voormalige Belgische politica voor de CD&V. Ze was volksvertegenwoordiger, senator, Vlaams Parlementslid en burgemeester van Houthulst.

## Levensloop
Vandenbussche was een dochter van senator Marcel Vandenbussche en van Emma Desmedt. Ze trouwde in 1964 met Johan Tyberghien. 
Ze oefende functies uit in landbouworganisaties: ze was gewestleidster van de Boerenjeugdbond, vormingswerkster bij de KVLV, de KAV, de Belgische Boerenbond, de KLJ, gewestelijke verantwoordelijke voor Jonge gezinswerking en voorzitster van het Davidsfonds in Klerken.
Ze werd voor de CVP van 1974 tot 1977 provincieraadslid in West-Vlaanderen. Vanaf 1977 zetelde ze in de fusiegemeente Houthulst in de gemeenteraad. Na de gemeenteraadsverkiezingen van 1994 trad de CVP in Houthulst toe tot de meerderheid en werd Vandenbussche burgemeester. Na de gemeenteraadsverkiezingen van 2000 bleef ze burgemeester. In 2003 beëindigde ze haar mandaat als burgemeester. Ze werd opgevolgd door partijgenoot Joris Hindryckx. Haar zoon Lode Tyberghien werd ook politiek actief bij de lokale CD&V.
Ook was ze actief in de nationale politiek. Van 1977 tot 1981 zetelde ze voor het arrondissement Veurne-Diksmuide-Oostende in de Kamer van volksvertegenwoordigers. Vervolgens was ze van 1981 tot 1995 lid van de Senaat als rechtstreeks gekozen senator voor hetzelfde arrondissement. Van 1992 tot 1995 was ze secretaris van de Senaat. Van 1985 tot 1992 was ze plaatsvervangend lid van de Raadgevende Interparlementaire Beneluxraad.
In de periode mei 1977-oktober 1980 zetelde ze als gevolg van het toen bestaande dubbelmandaat ook in de Cultuurraad voor de Nederlandse Cultuurgemeenschap, die op 7 december 1971 werd geïnstalleerd. Vanaf 21 oktober 1980 tot mei 1995 was ze lid van de Vlaamse Raad, de opvolger van de Cultuurraad en de voorloper van het huidige Vlaams Parlement. Bij de eerste rechtstreekse verkiezingen voor het Vlaams Parlement van 21 mei 1995 werd ze verkozen in de kieskring Veurne-Diksmuide-Ieper-Oostende. Op 8 juli 1998 werd ze in de plenaire vergadering van het Vlaams Parlement gehuldigd voor haar 20 jaar parlementair mandaat. Ook na de tweede rechtstreekse verkiezingen voor het Vlaams Parlement van 13 juni 1999 bleef ze Vlaams volksvertegenwoordiger tot eind september 2001. Sinds 26 november 2001 mag ze zich ere-Vlaams volksvertegenwoordiger noemen. Die eretitel werd haar toegekend door het Bureau (dagelijks bestuur) van het Vlaams Parlement.